# Sorie Ibrahim Koroma

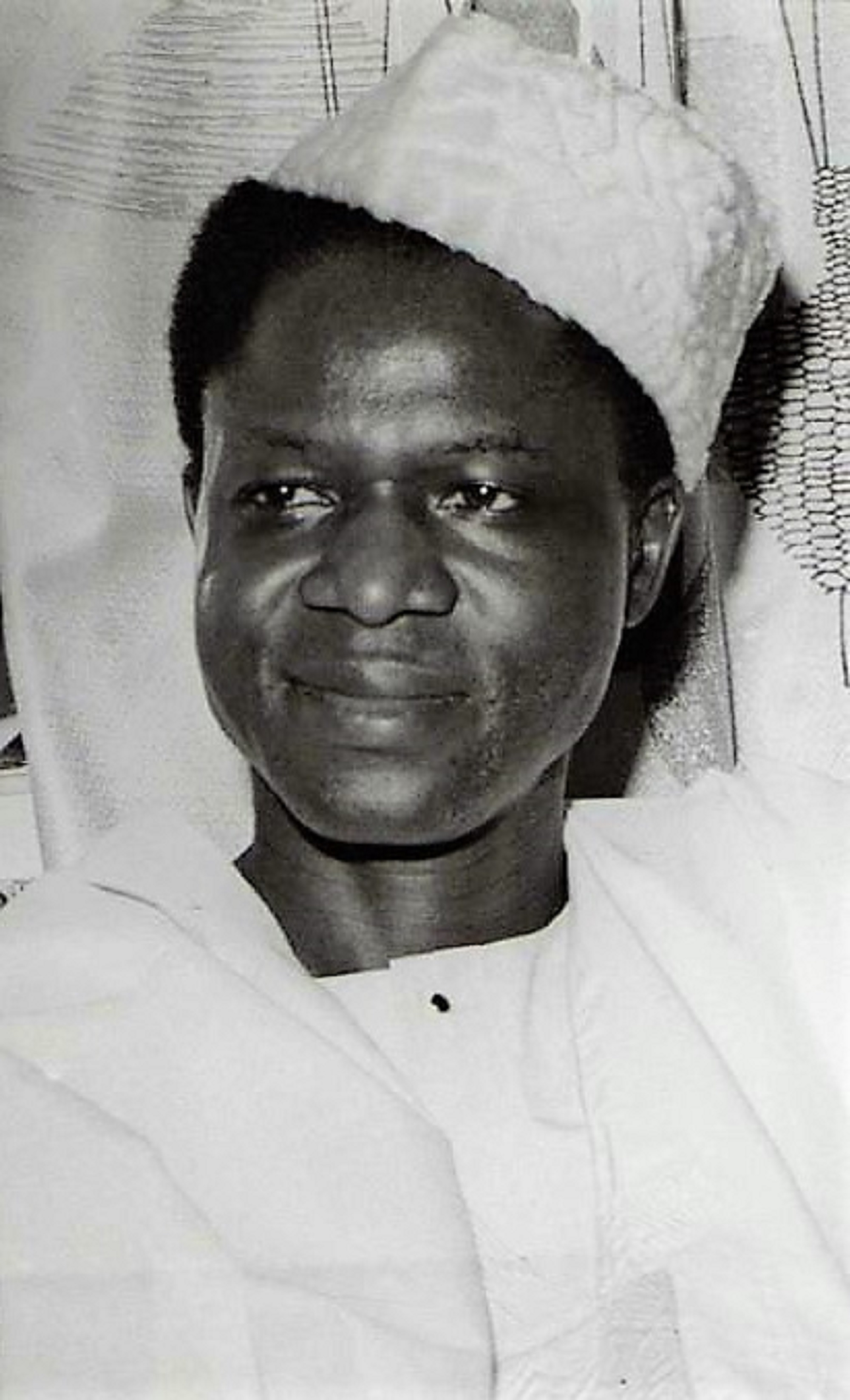
Sorie Ibrahim Koroma (1959/60)

Sorie Ibrahim Koroma, meist nur S. I. Koroma genannt (* 18. März 1930 in Port Loko; † 30. April 1994 in Freetown), war ein sierra-leonischer Politiker des All People’s Congress (APC). Er war unter Siaka Stevens vom 19. März 1971 bis 28. November 1985 der am längsten amtierende Vizepräsident des Landes.
Er gilt neben Stevens und Christian Alusine Kamara-Taylor als Gründer der APC.

## Biografie
Koroma besuchte die Government Model Primary School in Freetown, ehe er auf die weiterführende Schule in Bo wechselte. Direkt nach seiner schulischen Ausbildung bekam Koroma eine Anstellung beim Staat, wo er von 1951 bis 1948 für Entwicklung zuständig war. Er kündigte seine Anstellung und gründete sein eigenes Logistikunternehmen. Schnell wurde er Vorsitzender der Sierra Leone Motor Transport Union.
Nachdem er bereits 1960 politisch aktiv wurde, gründete er 1962 die APC und war ab 1967 Handelsminister. Es folgten Stationen als Minister für Landwirtschaft und Umwelt (1969–1971) und Premierminister (1971–1975) und Finanzminister (1975–1978). Parallel war er von 1971 bis 1985 1. Vizepräsident.
Nachdem er in Pension gegangen war, widmete sich Koroma dem Palmölanbau.